# Sadournin
Sadournin é uma comuna francesa na região administrativa de Occitânia, no departamento dos Altos Pirenéus. Estende-se por uma área de 12,41 km². Em 2010 a comuna tinha 190 habitantes (densidade: 15,3 hab./km²).